# Kikunae Ikeda
Kikunae Ikeda (8. října 1864, Kjóto – 3. května 1936, Tokio) byl japonský chemik, profesor chemie na Tokijské císařské univerzitě, který v roce 1907 při svých pokusech s řasou kombu poprvé vědecky vymezil pojem umami (旨味) coby pátou základní chuť vedle sladké, hořké, kyselé a slané. V následujícím roce objevil látku, jež odpovídá za chutnost vývaru daši zhotoveného z mořských řas. Zjistil, že ji způsobuje kyselina glutamová, kterou extrahoval z řas kombu (Laminaria japonica). Dnes je známa především jako glutaman sodný či glutamát sodný, anglicky monosodium glutamate (MSG).
Glutamát se stal prvním umělým dochucovadlem na světě. K jeho rozšíření mimo Japonsko došlo po druhé světové válce, nejprve v USA (látku si oblíbili američtí vojáci v Tichomoří, když ochutnali japonské vojenské konzervy).

## Životopis
Kikunae Ikeda se narodil v sacumské rezidenci v Kjótu jako druhý syn vyššího samuraje. Po dokončení gymnázia nastoupil nejprve do přípravky na vysokou a poté byl přijat na Tokijskou císařskou univerzitu (Tókjó daigaku, 東京大学), kde na přírodovědecké fakultě studoval chemii. Po promoci v roce 1889 se roku 1891 stal profesorem chemie na Tokijském učitelském ústavu (Tókjó Šihan Gakkó, 東京師範学校) a roku 1896 docentem chemie na své Alma mater, Tokijské císařské univerzitě.
V letech 1899─1901 působil v Německu, v laboratoři profesora Wilhelma Ostwalda na Lipské univerzitě, jež byla v té době centrem fyzikální chemie. Po krátkém studijním pobytu v Londýně, kde se mimo jiné spřátelil s japonským spisovatelem Sósekim Nacumem, se v roce 1901 vrátil do Tokia, kde se stal řádným profesorem chemie na Tokijské císařské univerzitě. Roku 1902 získal titul doktora přírodních věd.
Roku 1913 se stal prezidentem Japonské chemické společnosti Kóeki Šadanhódžin Nihon Kagakukai (公益社団法人 日本化学会). 
V roce 1917 byl jedním ze zakládajících členů fyzikálně chemického výzkumného institutu Rikagaku Kenkjúdžo (RIKEN, 理化学研究所).  
Roku 1919 se stal členem Japonské akademie věd Nippon Gakušiin 日本学士院).  
V roce 1923 ukončil ve věku 60 let svoji práci na Tokijské univerzitě a odešel do důchodu, kde se dál věnoval vylepšování výroby glutamanu sodného.

### Objev
Roku 1907, v době, kdy působil jako profesor na Tokijské univerzitě, večeřel Ikeda jednoho dne se svou rodinou, když se náhle zarazil. Toho dne chutnal vývar daši v polévce mnohem lahodněji než obvykle. Po několikerém zamíchání mu došlo, že onen rozdíl způsobuje chuť pocházející z přidaných hnědých řas, jimž se japonsky říká kombu, a kousků ryby známé jako kacuobuši (fermentovaný tuňák pruhovaný). Pochopil, že tajemstvím této chuti je kombu, a od toho dne začal studovat chemické složení hnědých řas tohoto řádu (Laminariales; čepelatky). 
V roce 1908 se mu podařilo izolovat hnědé krystaly kyseliny glutamové (glutamanu či glutamátu), které byly zdrojem charakteristické chuti. Glutaman sodný jako krystalická forma kyseliny L-glutamové (C5H9NO4) je chemickým základem chuti umami. Ikeda prokázal souvislost mezi glutamanem a účinkem mořských řas na zvýraznění chuti. Do roku 1909 vyvinul proces průmyslové výroby glutamanu sodného. Dokázal jej extrahovat z pšenice a odtučněné sóji a tento výrobní proces si nechal ještě téhož roku patentovat. Svoje ochucovadlo nazval adžinomoto (味の素) neboli „esence chuti“. Dnes se glutaman průmyslově vyrábí z fermentovaného kukuřičného škrobu, cukrové třtiny, melasy nebo řepy.
Ikedův vynález uvedla na trh poprvé společnost Ajinomoto Co., Inc. (japonsky 味の素株式会社, Adžinomoto kabušiki gaiša), jež byla dceřinou společností Suzuki Pharmaceutical Company, kterou Kikunae Ikeda založil společně se Saburosukem Suzukim II. v roce 1907. Společnost Ajinomoto (Adžinomoto) začala glutaman prodávat jako ochucovadlo pod obchodním názvem Aji-No-Moto (味の素, Adži-No-Moto) neboli esence chuti v květnu 1909. Ajinomoto Co., Inc. dnes zaměstnává přes 34 000 lidí. Díky Ikedově metodě prudce vzrostla celosvětová výroba glutamanu sodného. Glutaman sodný neboli monosodium glutamate (MSG) dnes patří po soli a pepři mezi nejpoužívanější zvýrazňovače chuti.
Kikunae Ikeda studoval rovněž další potraviny, zda obsahují umami, a potvrdil, že glutaman je zodpovědný za určitou část chuti masa, mořských řas a rajčat. Věřil, že lidé si glutaman zřejmě oblíbili proto, že upozorňuje na přítomnost bílkovin.

## Ocenění
Japonský patentový úřad zařadil 18. dubna 1985 Kikunae Ikedu mezi 10 největších japonských vynálezců.